# LA Women's Tennis Championships 2009 - Doppio
Il doppio  del LA Women's Tennis Championships 2009 è stato un torneo di tennis facente parte del WTA Tour 2009.
Yung-jan Chan e Chia-jung Chuang erano l detentrici del titolo, ma Chan non ha partecipato quest'anno. Solo Chuang ha partecipato facendo coppia con Zi Yan e ha vinto battendo in finale per 6–0, 4–6, 10–7,  Marija Kirilenko e Agnieszka Radwańska.

## Teste di serie
1. Samantha Stosur /  Rennae Stubbs (quarti)
2. Daniela Hantuchová /  Ai Sugiyama (quarti)

1. Flavia Pennetta /  Lisa Raymond (primo turno)
2. Hsieh Su-wei /  Peng Shuai (semifinali)

## Tabellone

### Legenda
| - Q = Qualificato - WC = Wild card - LL = Lucky loser | - ALT = Alternate - SE = Special Exempt - PR = Protected Ranking | - w/o = Walkover - r = Ritirato - d = Squalificato |